# Xocourt
Xocourt [ ʃokuʁ] est une commune française située dans le département de la Moselle, en région Grand Est.

## Géographie

### Communes limitrophes
| Juville                     |         | Thimonville |
| Liocourt Alaincourt-la-Côte | Xocourt | Tincry      |
| Puzieux                     | Delme   |             |

### Hydrographie
La commune est située dans le bassin versant du Rhin au sein du bassin Rhin-Meuse. Elle est drainée par le ruisseau de l'Étang de Juville et le ruisseau Profond.

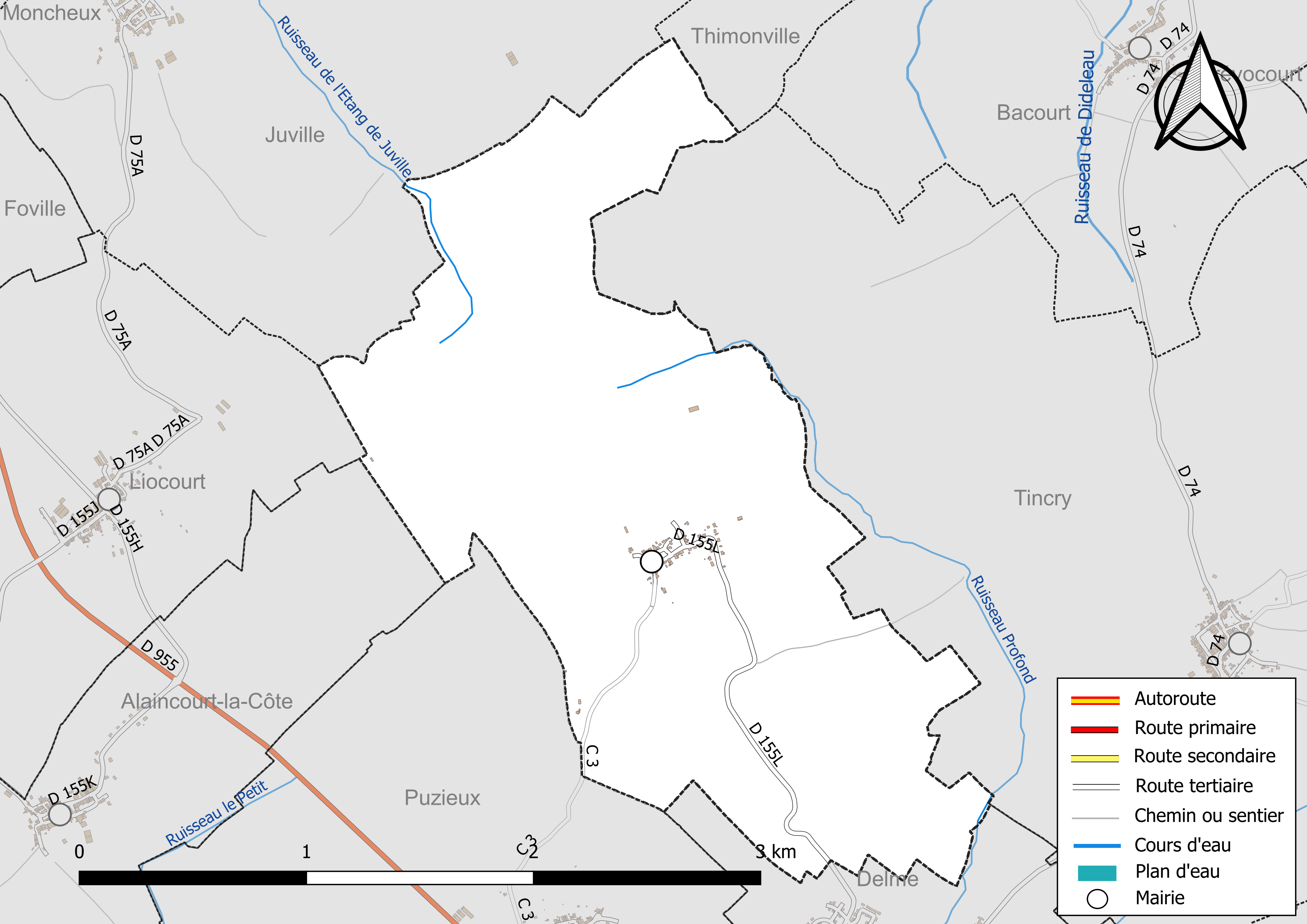
Réseaux hydrographique et routier de Xocourt.

### Climat
Pour des articles plus généraux, voir Climat du Grand Est et Climat de la Moselle.
En 2010, le climat de la commune est de type climat océanique dégradé des plaines du Centre et du Nord, selon une étude du Centre national de la recherche scientifique s'appuyant sur une série de données couvrant la période 1971-2000. En 2020, Météo-France publie une typologie des climats de la France métropolitaine dans laquelle la commune est exposée à un climat semi-continental et est dans la région climatique  Lorraine, plateau de Langres, Morvan, caractérisée par un hiver rude (1,5 °C), des vents modérés et des brouillards fréquents en automne et hiver. 
Pour la période 1971-2000, la température annuelle moyenne est de 9,6 °C, avec une amplitude thermique annuelle de 17 °C. Le cumul annuel moyen de précipitations est de 807 mm, avec 12,2 jours de précipitations en janvier et 9,7 jours en juillet. Pour la période 1991-2020, la température moyenne annuelle observée sur la station météorologique de Météo-France la plus proche, « Lesse_sapc », sur la commune de Lesse à 11 km à vol d'oiseau, est de 10,7 °C et le cumul annuel moyen de précipitations est de 694,0 mm. 
La température maximale relevée sur cette station est de 40 °C, atteinte le 25 juillet 2019 ; la température minimale est de −20,7 °C, atteinte le 20 décembre 2009,,. 
Les paramètres climatiques de la commune ont été estimés pour le milieu du siècle (2041-2070) selon différents scénarios d'émission de gaz à effet de serre à partir des nouvelles projections climatiques de référence DRIAS-2020. Ils sont consultables sur un site dédié publié par Météo-France en novembre 2022.

## Urbanisme

### Typologie
Au 1er janvier 2024, Xocourt est catégorisée commune rurale à habitat dispersé, selon la nouvelle grille communale de densité à sept niveaux définie par l'Insee en 2022.
Elle est située hors unité urbaine. Par ailleurs la commune fait partie de l'aire d'attraction de Metz, dont elle est une commune de la couronne,. Cette aire, qui regroupe 245 communes, est catégorisée dans les aires de 200 000 à moins de 700 000 habitants,.

### Occupation des sols
L'occupation des sols de la commune, telle qu'elle ressort de la base de données européenne d’occupation biophysique des sols Corine Land Cover (CLC), est marquée par l'importance des territoires agricoles (74 % en 2018), une proportion sensiblement équivalente à celle de 1990 (73,4 %). La répartition détaillée en 2018 est la suivante : 
terres arables (40 %), prairies (34 %), forêts (26 %). L'évolution de l’occupation des sols de la commune et de ses infrastructures peut être observée sur les différentes représentations cartographiques du territoire : la carte de Cassini (XVIIIe siècle), la carte d'état-major (1820-1866) et les cartes ou photos aériennes de l'IGN pour la période actuelle (1950 à aujourd'hui).

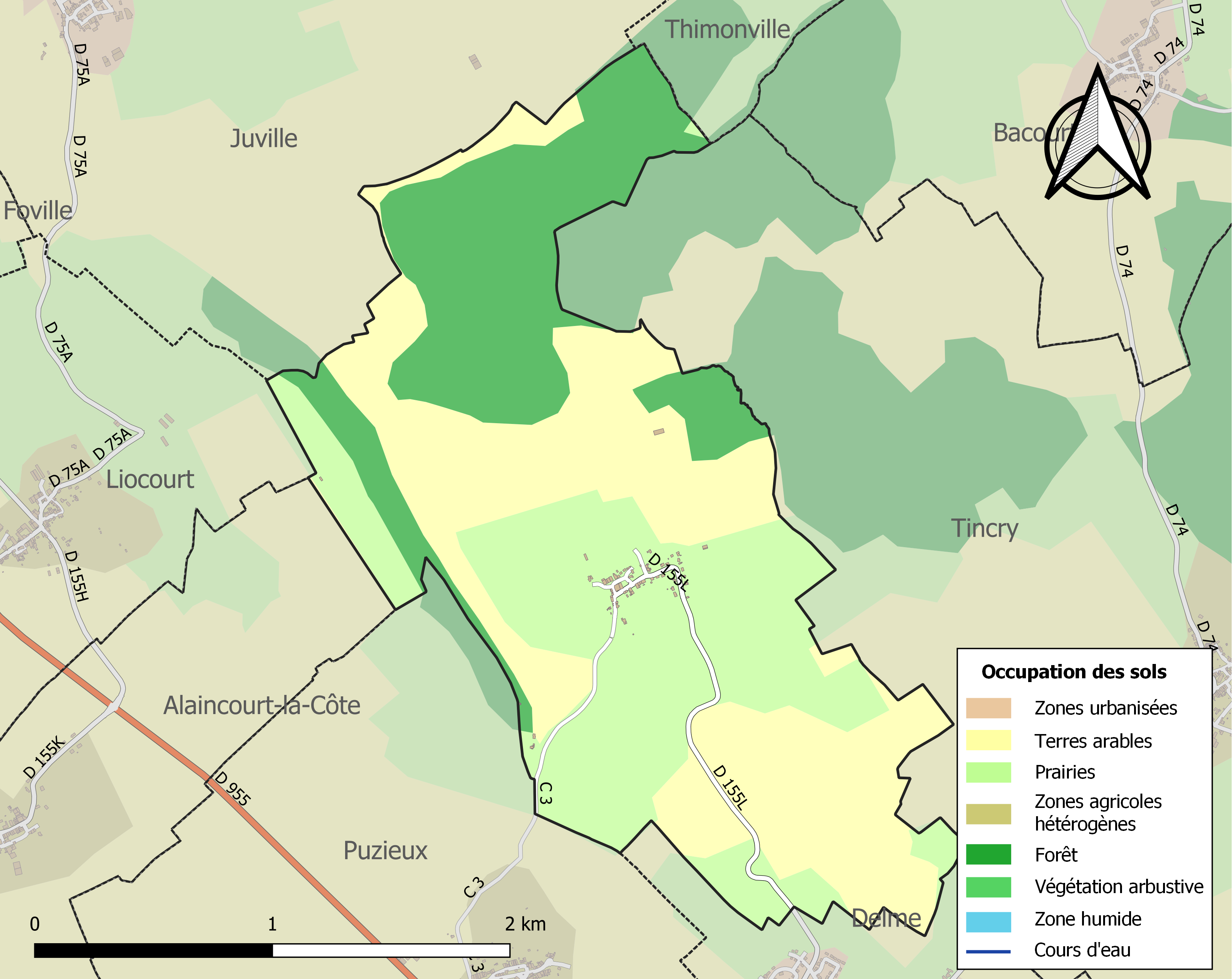
Carte des infrastructures et de l'occupation des sols de la commune en 2018 (CLC).

## Toponymie
- D'un nom de personne germanique, Sivuold + cortem[14].
- Chacurt (1283) Xowacourt (1404) Xuocourt (1423) Xowolcourt (XVe siècle), Xewocourt (1566), Xocourt ou Chocourt (1719), Schollhofen (1915-1918), Schellhofen (1940-1944).

## Histoire
- Sur le territoire de la commune étaient situés les villages disparus de Mensicourt et Tozey (XIIIe siècle). La localité disparue de Tozay était située toute proche de la vieille station frontière "ad duc decimum" sur le chemin de Puzieux à Xocourt. Elle était située sur le promontoire de la côte de Delme, non loin des maisons de Belle Fontaine (château des comtes de Gatoire). Mensicourt est le nom d'une ferme disparue de la commune de Xocourt ; ce nom existe actuellement uniquement comme lieu-dit entre Delme et Xocourt.
- Seigneurie du ban de Delme, domaine du chapitre de la cathédrale de Metz, échangé en 1604 en faveur de la primatiale de Nancy.
- Réunie à la France en 1661 (traité de vincennes).
- De 1790 à 2015, Xocourt était une commune de l'ex-canton de Delme.

## Politique et administration
| Période                                  | Période   | Identité              | Étiquette | Qualité   |
| ---------------------------------------- | --------- | --------------------- | --------- | --------- |
| mars 1995                                | mars 2001 | Maurice Chenot        | DVD       |           |
| mars 2001                                | mars 2008 | Bérénice Daniel       |           | Retraitée |
| mars 2008                                | 2014      | Lucien Zannier        |           |           |
| 2014                                     | mai 2020  | Xavier Gassert        |           |           |
| mai 2020                                 | En cours  | Jean-Pierre Aumonnier |           |           |
| Les données manquantes sont à compléter. |           |                       |           |           |

## Démographie
L'évolution du nombre d'habitants est connue à travers les recensements de la population effectués dans la commune depuis 1793. Pour les communes de moins de 10 000 habitants, une enquête de recensement portant sur toute la population est réalisée tous les cinq ans, les populations de référence des années intermédiaires étant quant à elles estimées par interpolation ou extrapolation. Pour la commune, le premier recensement exhaustif entrant dans le cadre du nouveau dispositif a été réalisé en 2006.

En 2022, la commune comptait 99 habitants, en évolution de +10 % par rapport à 2016 (Moselle : +0,52 %, France hors Mayotte : +2,11 %).
| 1793 | 1800 | 1806 | 1821 | 1831 | 1836 | 1841 | 1846 | 1851 |
| ---- | ---- | ---- | ---- | ---- | ---- | ---- | ---- | ---- |
| 142  | 152  | 168  | 192  | 193  | 202  | 203  | 202  | 209  |

| 1856 | 1861 | 1871 | 1875 | 1880 | 1885 | 1890 | 1895 | 1900 |
| ---- | ---- | ---- | ---- | ---- | ---- | ---- | ---- | ---- |
| 195  | 189  | 156  | 157  | 160  | 138  | 130  | 136  | 130  |

| 1905 | 1910 | 1921 | 1926 | 1931 | 1936 | 1946 | 1954 | 1962 |
| ---- | ---- | ---- | ---- | ---- | ---- | ---- | ---- | ---- |
| 126  | 119  | 122  | 95   | 81   | 80   | 63   | 56   | 63   |

| 1968 | 1975 | 1982 | 1990 | 1999 | 2006 | 2011 | 2016 | 2021 |
| ---- | ---- | ---- | ---- | ---- | ---- | ---- | ---- | ---- |
| 62   | 53   | 46   | 40   | 49   | 69   | 80   | 90   | 99   |

| 2022 | - | - | - | - | - | - | - | - |
| ---- | - | - | - | - | - | - | - | - |
| 99   | - | - | - | - | - | - | - | - |

## Culture locale et patrimoine

### Lieux et monuments
- vestiges d'une voie romaine ;
- Église Saint-Martin datant de 1732 : chœur XVe siècle avec oculus.
- Un monument à la mémoire de sept soldats russes décédés et enterrés à Xocourt est érigé à l'emplacement de l'ancienne sépulture des 7 soldats dont l'identité est inconnue. Le nombre de 7 est contesté par des anciens qui eux parlaient de 12 soldats.

### Héraldique
| Blason de Xocourt | Blason  | De gueules au dextrochère de carnation, vêtu d'azur, mouvant d'un nuage d'argent, tenant une épée haute d'argent garnie d'or, au chapé d'argent chargé de deux cailloux d'azur. |
| Blason de Xocourt | Détails | Le statut officiel du blason reste à déterminer. |